# Sentraltind
Sentraltind (també coneguda com a Sentraltinden o Vestre Styggedalstind) és una muntanya situada a les muntanyes d'Hurrungane, a la serralada de Jotunheimen. Amb una altitud de 2.348 metres, es troba a la part oriental del municipi de Luster, al comtat de Vestland, Noruega. És el desè cim més alt de Noruega. Sentraltind es troba en una carena entre els pics de Store Skagastølstind, Vetle Skagastølstind i Store Styggedalstinden, Jervvasstind. La muntanya es troba a 16 quilòmetres a l'est de la localitat de Skjolden.